# Camonea
Camonea – rodzaj roślin z rodziny powojowatych (Convolvulaceae). Obejmuje cztery gatunki. Większość (trzy gatunki) występuje południowo-wschodniej Azji, przy czym zasięg jednego z nich (C. pilosa) obejmuje też Australię i Tanzanię we wschodniej Afryce. C. umbellata rośnie w strefie międzyzwrotnikowej obu kontynentów amerykańskich oraz w zachodniej Afryce, poza tym gatunek ten obecny jest też we wschodniej Afryce, w południowej Azji i Australii, przy czym uznawany tu bywa za introdukowany lub rodzimy.

## Morfologia
PokrójRośliny zielne o pędach wijących się lub płożących.
LiściePojedyncze, ogonkowe, zwykle z uszkami u nasady ogonków, blaszki całobrzegie lub klapowane.
KwiatyWyrastają z kątów liści pojedynczo lub w przypominających baldaszki pęczkach. Działki kielicha obejmują nasadę korony. Korona lejkowata, z pęczkami włosków na końcu ciemniejszego paska biegnącego środkiem każdego płatka. Szyjka słupka rozwidlona, z kulistawym znamieniem na końcu.
OwoceTorebki otwierająca się czterema klapami. Nasiona owłosione.

## Systematyka
Pozycja systematyczna
Rodzaj nie przypisany do plemienia z podrodziny Convolvuloideae w obrębie rodziny powojowatych (Convolvulaceae) lub włączany do plemienia Merremieae.
Wykaz gatunków 
- Camonea bambusetorum (Kerr) A.R.Simões & Staples
- Camonea kingii (Prain) A.R.Simões & Staples
- Camonea pilosa (Houtt.) A.R.Simões & Staples
- Camonea umbellata (L.) A.R.Simões & Staples